# Tuyển nổi
Tuyển nổi là một quá trình tách chọn lọc các khoáng sản từ hỗn hợp bùn quặng bằng cách sử dụng các chất hoạt động bề mặt hoặc các chất thấm ướt. Quá trình được sử dụng chủ yếu để tách các loại quặng sulfide, cacbonat và các oxide. Quặng phosphat, apatit, và than cũng được tách bằng công nghệ tuyển nổi.
Quá trình tuyển nổi cũng được sử dụng rộng rãi trong việc xử lý chất thải công nghiệp, các nhà máy xử lý nước để loại các chất béo, dầu mỡ và các chất rắn phân tán trong nước thải. Các quá trình này được gọi là quá trình tuyển nổi khí hòa tan (Dissolved Air Flotation, DAF). Thực chất, quá trình DAF được sử dụng để loại bỏ dầu mỡ trong nước thải của các nhà máy lọc dầu, hóa dầu, các nhà máy hóa chất, các nhà máy xử lý khí thiên nhiên và các cơ sở công nghiệp khác.

## Cơ sở khoa học
Những cơ sở lý thuyết cơ bản về tuyển nổi dựa trên thành tựu nghiên cứu hóa lý hiện đại. Ngày nay, người ta dựa trên cơ sở lý thuyết để điều khiển quá trình công nghệ tuyển nổi cũng như có thể điều chỉnh tỷ lệ thành phần các cấu tử tạo ra đơn thuốc tập hợp phù hợp với tính chất của từng loại quặng tuyển.
Để giải thích sự bám dính của thuốc tập hợp lên bề mặt hạt khoáng người ta đưa ra nhiều giả thuyết giải thích bằng hoá học lượng tử giữa mức năng lượng của các orbital đầy điện tử của tác nhân thuốc tập hợp với orbital trống của hạt khoáng, hoặc là giải thích bằng mô hình orbital phân tử.
Tựu trung lại, ngày nay người ta phân biệt ba loại cơ chế cơ bản về sự bám dính của các tác nhân thuốc tập hợp lên bề mặt hạt khoáng:
- Sự hấp phụ do lực tĩnh điện
- Sự hấp phụ hoá học
- Sự hấp phụ vật lý

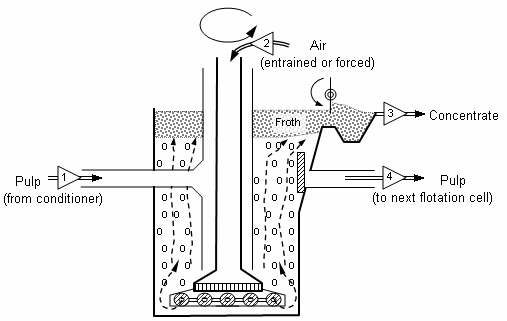
Mô hình một ngăn máy tuyển nổi

Trong đó sự hấp phụ hoá học là quan trọng hơn cả vì nó quyết định tính chọn riêng và tính tập hợp của thuốc đối với một khoáng chất nhất định mà những tính chất này được quyết định bởi độ dài, cấu trúc của hidrocabon, cấu tạo của nhóm chức và thành phần tỉ lệ của các cấu tử có mặt trong hệ thống thuốc tập hợp.
Sự hấp phụ hoá học được xảy ra do sự hình thành có liên kết phối trí giữa thuốc tập hợp và hạt khoáng. Mối liên kết phối trí này được tạo nên trong phần lớn các trường hợp có sự tác dụng của tác nhân thuốc tập hợp (trong thành phần có chứa những nguyên tử có đôi điện tử tự do như N, S, O, P hoặc là các liên kết đôi) với hạt khoáng, mà nó chứa các cation có số lượng tử chính n ≥2.
Sự bám dính của các phân tử tác nhân thuốc tập hợp có chứa các nguyên tử cho điện tử có thể xảy ra trên bất kỳ vị trí nào của bề mặt hạt khoáng mà ở đó có chứa các orbital trống được hình thành trong quá trình đập vỡ hoặc nghiền quặng.
Điều kiện cần thiết để có sự tác dụng giữa khoáng chất và tác nhân thuốc tập hợp dạng ion (Y-) (ngoại trừ trường hợp xảy ra phản ứng dị thể) là sự thủy phân hoặc oxi hoá khoáng chất tạo nên liên kết phân cực trên lớp bề mặt. Kết quả sự tách và đẩy hạt tích điện âm xảy ra dễ dàng.
Dạng liên kết phối trí này có tính đối ứng δ và π. Như vậy, sự bám dính giữa các tác nhân thuốc tập hợp và bề mặt hạt khoáng xảy ra chặt chẽ hơn và chọn lọc hơn khi mối liên kết của chúng có những tính chất cơ bản (như: độ dài, năng lượng, số phối trí) gần với liên kết trong mạng tinh thể của khoáng vật. Hạn chế của quan điểm này là không xem xét về bản chất liên kết tác nhân - khoáng chất. Không có sự nhìn nhận nhất quán về sự tác dụng của tác nhân ion và phi ion.
Sử dụng những khái niệm trên cho phép ta có một số quan điểm thống nhất về sự bám dính lên bề mặt hạt khoáng của bất kỳ một loại thuốc tập hợp nào và hình dung được cơ chế sự bám dính của bất kỳ một loại thuốc tập hợp này trên bề mặt hạt khoáng.
Trong quá trình hấp phụ phần lớn các thuốc tập hợp trong phân tử của nó có chứa O, N, P biểu hiện các tính chất theo những quy luật sau:
- Tính acid của các thuốc tập hợp càng yếu thì nó càng bám chặt lên bề mặt hạt khoáng, phù hợp với quy luật của sự hình thành phức chất trong dung dịch.

Lgβ = a(-LgKa) + b
Trong đó:
- Ka là hằng số proton hoá
- β là hằng số tạo phức.

Khi có sự hình thành liên kết π hoặc có sự tác dụng tĩnh điện thì xảy ra quy luật ngược lại. Giá trị hằng số phức của thuốc tập hợp với các cation kim loại có trong mạng tinh thể của các hạt khoáng cần tách càng lớn thì thuốc tập hợp càng có tính chọn lọc cao. Giá trị hằng số tạo phức K và tính hoạt hoá Khh đặc trưng cho sự bám dính của thuốc tập hợp ion liên hệ với nhau theo phương trình sau:
Khh = S/K
Trong đó:
- S là nồng độ phân tử của các hợp chất ít tan.

Dựa vào đây người ta có thể đánh giá được ảnh hưởng về tính chất acid base của thuốc tập hợp, kim loại và pH của dung dịch lên sự hấp phụ tối đa của thuốc tập hợp. Sự hấp phụ tối đa của thuốc tập hợp bị dịch chuyển vào vùng pH thấp hơn khi ta tăng tính acid của thuốc tập hợp và các cation trong mạng tinh thể. Để tính toán giá trị pH tối đa (pHopt) sử dụng mối tương quan sau:
(H+)opt = KHRKW/KMeOH)1/2
Trong đó: 
- KHR là hằng số ion hoá thuốc tập hợp
- KW là tích số ion của nước
- KMeOH là hằng số không bền của phức hidroxo kim loại

Tăng sự chọn lựa của thuốc tập hợp dạng tạo phức cho phép thực hiện tuyển nổi khoáng vật trong môi trường acid do tính tan của hợp chất phức trong điều kiện nay tăng và dẫn đến giải hấp phụ của những trung tâm hấp phụ hoạt hoá yếu của khoáng chất đồng hành. Quan niệm về cơ chế phối trí giữa thuốc tập hợp và hạt khoáng cho phép ta giải thích sự tác dụng cộng hưởng khi sử dụng hỗn hợp các loại thuốc tập hợp. Bề mặt của khoáng chất có thể xem xét như một tổ hợp của những trung tâm hấp phụ với lực acid - base Lewis và Bronsted khác nhau. Như vậy cùng một lúc làm đầy những trung tâm này bằng các thuốc tập hợp anion, electrophin và trung tính gây nên một sự hấp phu cực đại, do đó dẫn đến sự kị nước hoá và ưa nước hoá bề mặt hạt khoáng.

## Máy tuyển nổi

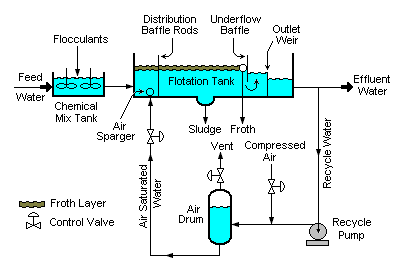
Sơ đồ quá trình tuyển nổi khí hòa tan

## Tuyển nổi hóa học

### Chất tập hợp (thuốc tập hợp)
| Xanthat                         |                                  |                             |  |
| - Kali amyl xanthat (PAX)       | - Kali isobutyl xanthat (PIBX)   | - Kali ethyl xanthat (KEX)  |  |
| - Natri isobutyl xanthat (SIBX) | - Natri isopropyl xanthat (SIPX) | - Natri ethyl xanthat (SEX) |  |
|                                 |                                  |                             |  |
| Dithiophosphat                  |                                  |                             |  |
| - Thiocacbamat                  | - Xanthogen format               | - Thionocacbamat            |  |
| - Thiocacbanilid                |                                  |                             |  |

### Chất tạo bọt (Thuốc tạo bọt)
| - Dầu thông      | - 4-Methyl-2-pentanol (MIBC) | - Polyglycol |
| - Polyoxyparafin | - Acid cresylic (Xylenol)    |              |

### Chất điều chỉnh
Chất điều chỉnh độ pH:
- Vôi sống CaO
- Natri cacbonat Na2CO3
- Natri hydroxide NaOH
- Acid H2SO4, HCl

Chất điều chỉnh dạng Cation: 
- Ba2+, Ca2+, Cu+, Pb2+, Zn2+, Ag+

Chất điều chỉnh dạng Anion: 
- SiO32-, PO43-, CN-, CO32-, S2-

Chất điều chỉnh hữu cơ: 
- Dextrin, tinh bột, hồ, CMC